# Помоћне историјске науке
Помоћне историјске науке баве се критичким проучавањем историјских извора. Највећи број помоћних историјских наука је развијен између 16. и 19. века. Задатак помоћних историјских наука јесте да утврди аутентичност и оригиналност историјског извора. Неке од помоћних историјских наука су самосталне науке као што су нпр. археологија, филологија, историја уметности и сл. 

## Историјат
Као предисторија помоћних историјских наука могу се посматрати истраживања италијанског хуманисте Лоренца Вале. Он је 1440. године издао своје дело De falso credita et ementita Constantini Donatione declamatio у коме је изожио доказе да је Константинова даровница фалсификат. У другим истраживањима је доказао да је Христово писмо Авгару такође фалсификат. 
У 17. веку воде се Дипломатички ратови (Bella diplomatica). Језуити Жан Боланд и Данијел Папеброх воде расправе са редом бенедиктинаца, пре свега са Жаком Мабијеном. Године 1821. у Француској је основана Школа повеља (École de chartes), а четири година касније у Немачкој је основана збирка историјских извора германских народа од пада Западног римског царства до 1500. године (Monumenta Germaniae Historica).

## Науке
Неке од помоћних историјских наука:
- Хронологија - наука о рачунању времена
- Кодикологија - проучава књигу као материјални историјски извор
- Дипломатика - проучава документа
- Епиграфика - проучава натписе на тврдим материјалима
- Фалеристика - проучава ордење
- Нумизматика - проучава стари новац
- Палеографија - проучава писане остатке на меким материјалима
- Хералдика - проучава грбове
- Генеалогија - наука о пореклу имена људи, животиња и сл.
- Филателија - проучава поштанске марке
- Сигилографија - проучава печате
- Топономастика - проучава старе топониме
- Статистика - наука о прикупљању, организацији и интерпретацији (историјских) података
- Метрологија - проучава старе мерне јединице
- Филигранологија - проучава водене знакове